# Bajka o popie i parobku jego Bałdzie
Bajka o popie i parobku jego Bałdzie (ros. Сказка о попе и о работнике его Балде, Skazka o popie i o rabotnikie jego Bałdie) – radziecki film animowany z 1973 roku w reżyserii Inessy Kowalewskiej będący adaptacją bajki Aleksandra Puszkina pt. Bajka o popie i jego parobku Osiłku. 

## Animatorzy
Irina Trojanowa, Aleksandr Gorlenko, Wioletta Kolesnikowa, Wiktor Lichaczew, Nikołaj Fiodorow, Oleg Komarow, Oleg Safronow